# Норвегия на «Детском Евровидении»
Норвегия участвовала на детском конкурсе песни Евровидение 3 раза (с 2003 по 2005 год). Лучший результат в 2005 году показала Malin с песней  Sommer og Skolefri, занявшая 3-е место и заработавшая 123 балла.
В 2004 году конкурс проходил в Норвегии, в Лиллехамере. Ведущими были Nadia Hasnaoui и Stian Barsnes Simonsen.
С 2006 года страна не участвует в конкурсе из за потери интереса к нему.  Хотя норвежская телекомпания NRK заявила в январе 2024 года, что не будет участвовать в конкурсе 2024 года, польский телевещатель TVP 14 мая 2024 года упомянул в статье о конкурсе, что телекомпания из Норвегии выразила намерение участвовать в конкурсе, но ещё не приняла окончательного решения.В конце концов, 17 мая 2024 года норвежский телевещатель NRK окончательно подтвердил, что страна не вернётся на «Детское Евровидение» в этом году.

## Участники
Победитель
     Второе место
     Третье место
     Четвёртое место
     Пятое место
     Последнее место
     Не участвовала или была дисквалифицирована
     Несостоявшееся участие

## Участие
| Год                               | Место проведения | Участник | Песня                     | Перевод            | Язык       | Место | Очки |
| --------------------------------- | ---------------- | -------- | ------------------------- | ------------------ | ---------- | ----- | ---- |
| 2003                              | Копенгаген       | 2U       | «Sinnsykt Gal Forelsket»  | «Безумно влюблен»  | Норвежский | 13    | 18   |
| 2004                              | Лиллехаммер      | @lek     | «En stjerne skal jeg bli» | «Я звезда»         | Норвежский | 13    | 12   |
| 2005                              | Хасселт          | Malin    | «Sommer og Skolefri»      | «Лето и без школы» | Норвежский | 3     | 123  |
| Не участвовала с 2006 по 2025 год |                  |          |                           |                    |            |       |      |

## Как принимающая страна
Изначально, в мае 2003 года, Европейский вещательный союз выбрал вещательную компанию ITV из Великобритании для проведения данного конкурса. Вскоре, после «Детского Евровидения — 2003», было подтверждено, что следующее издание состоится в Манчестере, 20 ноября 2004 года. Однако, в мае 2004 года, ITV отказались проводить конкурс из-за проблем с финансированием. Поэтому, место проведения было перенесено в Хорватию, страну-победительницу конкурса 2003 года, но предполагаемое место проведения конкурса было забронировано во время проведения «Детского Евровидения — 2004». В июне 2004 года норвежская телекомпания NRK предложила организовать «Детское Евровидение — 2004». Факт проведения конкурса был подтвержден самим вещателем несколько дней спустя, добавив, что конкурс состоится в Håkons Hall в Лиллехаммере в ту же дату, что и планировалась первоначально — 20 ноября 2004 года.
| Год  | Город проведения | Место проведения | Ведущие                              | Источник |
| ---- | ---------------- | ---------------- | ------------------------------------ | -------- |
| 2004 | Лиллехаммер      | «Håkons Hall»    | Надя Хаснауи и Стиан Барнес-Симонсен | [ 1 ]    |

## Голоса за Норвегию (2003 - 2005)
| №  | Страна              | Норвегия Отдала | Норвегия Получила |
| -- | ------------------- | --------------- | ----------------- |
| 1  | Детское жюри        |                 | 0                 |
| 2  | Азербайджан         | 0               | 0                 |
| 3  | Армения             | 0               | 0                 |
| 4  | Албания             | 0               | 0                 |
| 5  | Беларусь            | 20              | 7                 |
| 6  | Грузия              | 0               | 0                 |
| 7  | Израиль             | 0               | 0                 |
| 8  | Северная Македония  | 5               | 7                 |
| 9  | Мальта              | 0               | 10                |
| 10 | Молдова             | 0               | 0                 |
| 11 | Россия              | 5               | 2                 |
| 12 | Украина             | 0               | 0                 |
| 13 | Швеция              | 8               | 21                |
| 14 | Бельгия             | 12              | 7                 |
| 15 | Болгария            | 0               | 0                 |
| 16 | Великобритания      | 11              | 8                 |
| 17 | Греция              | 8               | 6                 |
| 18 | Испания             | 20              | 13                |
| 19 | Кипр                | 1               | 5                 |
| 20 | Латвия              | 4               | 11                |
| 21 | Литва               | 0               | 0                 |
| 22 | Польша              | 0               | 0                 |
| 23 | Португалия          | 0               | 0                 |
| 24 | Сербия              | 0               | 0                 |
| 25 | Румыния             | 14              | 5                 |
| 26 | Франция             | 2               | 0                 |
| 27 | Хорватия            | 25              | 4                 |
| 28 | Швейцария           | 0               | 0                 |
| 29 | Сербия и Черногория | 3               | 0                 |
| 30 | Нидерланды          | 7               | 10                |
| 31 | Дания               | 32              | 22                |

## Трансляция, комментаторы и глашатаи
| Год       | Вещатель(-и)     | Комментатор(ы)          | Глашатай            |
| --------- | ---------------- | ----------------------- | ------------------- |
| 2003      | NRK1             | Стиан Барснес Стимонсен | Неизвестно          |
| 2004      | NRK1             | Йонна Стёме             | Ида                 |
| 2005      | NRK1             | Надя Хаснауи            | Каролин Вендельборг |
| 2006–2024 | Не транслировала | Не транслировала        | Не участвовала      |